# Поваренка (река)
Поваренка  (Крестовка) — река в России, протекает по Свердловской области. Устье реки находится в 245 км по левому берегу реки Ница. Длина реки составляет 10 км.
Система водного объекта: Ница → Тура → Тобол → Иртыш → Обь → Карское море.

## Данные водного реестра
По данным государственного водного реестра России относится к Иртышскому бассейновому округу, водохозяйственный участок реки — Ница от слияния рек Реж и Нейва и до устья, речной подбассейн реки — Тобол. Речной бассейн реки — Иртыш.
Код объекта в государственном водном реестре — 14010501912111200006876.